# Janine Butcher
Janine Butcher (30 oktober 1983) is een personage uit de Britse BBC-serie EastEnders. Als kind werd ze achtereenvolgens gespeeld door Rebecca Michael (1989-1993) en Alexia Demetriou (1993-1996), en als volwassene door Charlie Brooks die in 1999 de rol overnam. In 2004 en 2009 is ze bij soap-awards benoemd tot Slechterik van het Jaar. 

## Geschiedenis

### 1989-1996; jeugdjaren
Janine is de jongste dochter van Frank en June Butcher; ze heeft twee zussen (Clare, Diane) en een broer (Ricky). Op vierjarige leeftijd verliest Janine haar moeder aan kanker en gaat ze bij Clare wonen; Frank verhuist met Ricky en Diana naar Walford. Janine arriveert er op 22 juni 1989 nadat Clare voor een toekomst in Manchester heeft gekozen. Dat Frank inmiddels een nieuwe echtgenote (Pat Wicks) heeft kan Janine al helemaal niet verkroppen; ze reageert zich af met driftbuien, weglopen, bedplassen, slaapwandelen, diefstal, leugens, en zelfmarteling. De gezinstherapie waartoe ze wordt gedwongen voorkomt erger. Als Pat in 1993 een half jaar de cel ingaat wegens dood door schuld gaat Janine tijdelijk weer bij Clare wonen; een jaar later wordt ze opgeschrikt door het nieuws dat Frank na een zenuwinzinking ervandoor is gegaan. Eind 1995 worden vader en dochter herenigd om een paar maanden later naar Manchester te verhuizen. 

### 1999-2000; tienerrebellie
Dan herhaalt de geschiedenis zich; Frank keert in 1998 terug naar Walford en Janine blijft nog een jaar bij Clare. Bij haar rentree in de Square heeft ze een nieuwe stiefmoeder (kroegbaas Peggy Mitchell) met wie ze wederom niet overweg kan. Ditmaal rebelleert Janine door het bed in te duiken met Peggy's neefje Jamie en valse geruchten te verspreiden over diens seksuele prestaties. Wanneer Frank er vandoor gaat wegens het eerder doodrijden van Peggy's schoondochter Tiffany en zijn affaire met Pat heeft dat ook gevolgen voor Janine; ze wordt zonder pardon uit de kroeg gezet. 

### 2001-2002; drank, drugs en prostitutie
Janine wordt in huis genomen door Tiffany's vader Terry (Gavin Richards; de Italiaanse kapitein uit Allo Allo) met wie ze in de makelaardij gaat. Janine is een surrogaatdochter voor Terry, maar weet hem gek te maken met haar gemanipuleer; zo perst ze geld van hem af, verpest ze zijn kansen op een nieuwe relatie om hem zelf te kunnen verleiden, kleedt ze zich als Tiffany en deelt ze de lakens met Billy Mitchell zolang die het zich kan veroorloven. Als klap op de vuurpijl ontwikkelt Janine een coke-verslaving; omdat Terry haar geen geld wil geven zit er niets anders op dan haar dealer Lee Vickers in natura te betalen. Terry incasseert rake klappen van Vickers en zet Janine zijn huis uit om vervolgens naar Spanje te vertrokken.  
Om Vickers het verschuldigde bedrag te betalen gaat Janine de prostitutie in onder het pseudoniem Blonde Bombshell. Een van haar klanten, Matt, wordt verliefd op haar en wil met haar trouwen; als hij ontdekt dat ze nog steeds aan het tippelen is probeert hij zelfmoord te plegen. 
Met Ian Beale, een getrouwd zakenman heeft ze minder moeite; ze dreigt zijn vrouw "Laura" in te lichten als hij niet met het vereiste bedrag over de brug komt. Dat neemt niet weg dat Janine uit ellende naar de fles grijpt en zichzelf bijna dooddrinkt. Ze stapt uit de prostitutie, maar nadat een boze Laura een pan kokende pan melk in haar gezicht gooit krijgt Janine straatvrees en eet se hondenvoer omdat ze niet naar buiten durft om boodschappen te doen. Met hulp van Billy komt ze daar overheen maar helaas voor haar heeft hij al een relatie; met Maureen Little Mo Slater. Pogingen tot sabotage halen niets uit.

### 2003; huwelijk met Barry Evans
Janine gaat werken in het autopaleis van Barry Evans, Pats klunzige stiefzoon die een jaar later zijn vader verliest en een aanzienlijk bedrag erft. Janine slaat de handen ineen met Paul Trueman en beraamt een plan om Barry het geld afhandig te maken; ze verleidt hem, trekt bij hem en begint ook wat met Paul (die een stuk charismatischer is dan Barry). De dollartekens in haar ogen worden groter als ze denkt dat Barry een dodelijke hartkwaal heeft; reden te meer om ja te zeggen. Het huwelijk vindt plaats op 31 december 2003 in Schotland, maar dan wordt Janine opgeschrikt door het nieuws dat Barry op internet de verkeerde diagnose had aangeklikt en dus in blakende gezondheid verkeert. De volgende ochtend wordt Janine meegenomen naar de heuvels waar ze Barry vertelt hoe ze werkelijk over hem denkt. Barry laat zich niet uit het veld slaan en probeert Janine te omhelzen; ze wil daar niets van weten, duwt hem naar beneden en laat hem rustig doodbloeden. 
Janine erft het autopaleis en geeft Barry's zoontje Jack het nakijken. Paul begint een relatie met Barry's ex-vrouw Natalie (die het maar verdacht vindt vindt dat niemand een uitnodiging heeft gekregen voor de crematie in Schotland) maar voelt zich schuldig omdat hij medeplichtig is aan moord en gaat uiteindelijk naar de politie. Janine wordt gearresteerd maar vrijgelaten wegens gebrek aan bewijs; eerst gaat ze bij Paul langs om haar vuist te laten spreken, daarna vereert ze Natalie met een bezoekje om vervolgens bij Pat te laten zien dat er een groot actrice aan haar verloren is gegaan. 
Pat neemt wraak door Janine op te laten draaien voor het overlijden van aartsvijand Laura Beale (met wier echtgenoot Ian Janine naar bed is geweest) en een getuigenverklaring te weigeren.

### 2008; my big fake Jewish wedding
Die komt er alsnog in december 2005; Janine wordt vrijgelaten en keert in april 2008 terug voor de begrafenis van Frank die haar echter geen cent nalaat. Ondertussen is ze in de Joodse gemeenschap verzeild geraakt; ze doet zich voor als de verpleegster Judith Bernstein en slaat een hoogbejaarde miljonair (David) aan de haak. Op haar trouwdag komt de waarheid aan het licht en als David ter plekke een fatale hartaanval krijgt wordt ze op straat gezet en keert ze noodgedwongen terug naar Walford. Janine lijkt in eerste instantie daadwerkelijk een Joodse bekeerling die alleen koosjer voedsel eet en  Chanoeka viert in plaats van Kerst, maar na een ruzie met Pat kiest ze weer voor het slechte pad, omdat braaf zijn niets oplevert.

### 2009; moord op Archie Mitchell
Janine sluit een pact met Archie Mitchell die koste wat kost de kroeg (Queen Vic) wil hebben; ze is echter uit op alleenheerschappij, maar Archie heeft haar door en zodra de overname een feit is grijpt Janine opnieuw naast de buit en mag ze vertrekken. Archie wordt op Eerste Kerstdag 2009 vermoord; Janine geldt als een van de verdachten en staat 19 februari 2010 op het punt om Walford te verlaten wanneer de politie achter Bradley Branning, onterecht aangewezen als de dader aanzit; ze verstopt zich achter een muur en kijkt vol schrik hoe Bradley van het dak naar beneden valt.

### 2010; huwelijk met Ryan Malloy en vete met Stacey Slater
Janine trouwt met Ryan Malloy, de broer van Bianca's stiefdochter Whitney en lijkt eindelijk rust te hebben gevonden. Totdat ze erachter komt dat Ryan een dochter heeft verwekt bij Stacey Slater en er samen met haar tussenuit wil. Janine neemt wraak middels een langzame vergiftiging, maar dat plan mislukt zodra Ryan uit bed weet te klauteren en eenmaal buiten instort om vervolgens naar het ziekenhuis te worden gebracht. Gedwongen door Pat vertelt Janine de waarheid en waarom ze het heeft gedaan. Bange vermoedens voor weer een helse gevangenisstraf lijken in eerste instantie ongegrond; Janine denkt dat Ryan haar heeft vergeven, maar als ze de kroeg binnenstapt en Ryan Stacey ziet kussen klapt ze helemaal dicht. Brads zus Lauren, die ooit een kerst-dvd maakte over het vreemdgaan van haar vader en hem een keer te veel in de buurt van Stacey ziet, besluit om Janine te helpen; ze overhandigt een zelfgemaakte audio-opname van Stacey die grif toegeeft Archie te hebben vermoord. Janine denkt een wapen in handen te hebben totdat de opname op mysterieuze wijze verloren gaat, en niemand die haar gelooft als ze rechtstreeks de waarheid vertelt. Ze probeert te verhinderen dat Stacey met Ryan op de vlucht slaat en pakt het mes uit haar handen om zichzelf te snijden en haar de schuld te geven. Op het moment dat Janine in het ziekenhuis ontwaakt is Stacey op een haar na aan de politie ontsnapt; Ryan komt haar opzoeken en houdt haar verantwoordelijk voor het feit dat hij zijn dochter nooit meer zal terugzien.

### 2011-2012
Eind 2011 overlijdt Pat; Janine erft het huis waar Bianca met haar kinderen woont. Als Bianca in de schulden raakt en om een lening aanklopt stelt Janine hoge eisen waaraan niet kan worden voldaan.

### 2014; moord en vrijspraak
Janine wordt gearresteerd op verdenking van moord; tijdens de rechtszaak toont ze berouw en wordt ze vrijgesproken. Janine besluit om naar Parijs te verhuizen.

### 2021
Janine gaat undercover in een ziekenhuis werken en noemt zich weer Judith Bernstein; ze probeert haar dochter Scarlett terug te krijgen.